# 日本婚礼写真協会
社団法人日本婚礼写真協会'（にほんこんれいしゃしんきょうかい、Japan Bridal Photograph Society）は、解散した社団法人で、婚礼写真などメモリアル写真を得意とする写真業者、写真家の団体。略称「婚写協」、元「JBPS（日本写真著作権協会）」加盟。
正会員は、婚礼写真等メモリアル写真の撮影・制作事業に取り組む法人や個人、写真家で構成され、写真関連の企業などが賛助会員となる。他に特別会員制度もある。正会員は主に写真館、写真スタジオが多い。

## 主な事業
- 夏季写真大学講座開催。
- 婚礼写真コンテスト開催。
- 1級・2級婚礼写真士、1級・2級ブライダルスタイリスト資格認定。